# Banu Khalaf
De Banu Khalaf was een Arabische dynastie die regeerde over de Aragonese regio's Huesca en Barbastro van ongeveer 802 tot 862 en over Barbastro alleen van 862 tot ongeveer 882.
De eerste heerser was Khalaf Ibn Rashid (802), die zich met zijn clan vestigde in het dorp dat ze Midayar noemden, het moderne Barbastro. Het stadskasteel (Barbastra) was het centrum van het moslimdomein in de regio.
Khalaf stierf vóór 862. In dat jaar werd de regering van Huesca overgedragen aan de familie Banu Qasi. Zijn zoon Abd Allah ibn Khalaf regeerde toen over Barbitanya. In de jaren 870 sloot hij zich aan bij de rebel Isma'il ibn Musa al-Qasawi, met wie Abd Allah zijn dochter trouwde. Als vergelding ging emir Mohammed I van Córdoba aan het einde van het decennium Huesca binnen en doodde Abd Allah en al zijn kinderen, en nam bezit van de gebieden van de Banu Khalaf.